# Hélio Saboya
Hélio Saboya Ribeiro dos Santos (Sobral, 26 de janeiro 1930 - Rio de Janeiro, 7 de janeiro de 2011) foi um advogado brasileiro, presidente da OAB-Rio de 1983 a 1985.
Era filho único de Américo dos Santos e de Alice Saboia Ribeiro, através da qual era sobrinho-bisneto do Visconde de Saboia. Em 1995, ele fundou a Associação Rio Contra o Crime, que auxilia o serviço do Disque-Denúncia.
Faleceu em janeiro de 2011 no Hospital Quinta D'Or, zona norte do Rio de Janeiro, em decorrência das complicações de um câncer de pulmão e câncer da traqueia. Sua primeira esposa foi Maud Aguirre Serrado, com quem teve quatro filhos e seu segundo matrimônio foi com Mercedes Saboya.